# Čaporice
Čaporice su naselje u sastavu grada Trilja, u Splitsko-dalmatinskoj županiji.

## Zemljopis
Čaporice se nalaze istočno od grada Trilja,s lijeve strane rijeke Cetine.Čaporice su jako blizu čvoru Bisko na A1 jer se u blizini Čaporica nalazi odvojak s ceste Trilj - Cista. Taj 4 km dugi odvojak vodi prema A1.

## Gospodarstvo
U Čaporicama se nalazi Gospodarska zona Čaporice koja je započela s radom u svibnju 2010. godine.
Također se u Čaporicama nalazi HE Đale

## Povijest
Selo je postojalo još u srednjem vijeku, a bilo je naseljeno i u ilirskom razdoblju, što potvrđuje ilirska gradina. Čaporice se spominju u Poljičkom statutu 14. veljače 1482. godine, kada veliki poljički knez Duje Papalić prvi put prolazi Poljicima i opisuje granice: «Zatim ide granica niz Cetinu upravo ispod sela Čaporica.» Jasno je da je selo postojalo i prije navedene godine.

## Stanovništvo
Većinsko stanovništvo ovog sela su Hrvati, a većina stanovništva izjasnila se kao pripadnici Rimokatoličke crkve.
| broj stanovnika | 395   | 475   | 483   | 585   | 677   | 599   | 646   | 731   | 613   | 708   | 655   | 638   | 628   | 819   | 421   | 389   | 328   |
|                 | 1857. | 1869. | 1880. | 1890. | 1900. | 1910. | 1921. | 1931. | 1948. | 1953. | 1961. | 1971. | 1981. | 1991. | 2001. | 2011. | 2021. |

## Zaštitnici
Sv.Roko hodočasnik,dobrotvor,zaštitnik od kuge i kolere,i Sv.Blaž liječnik i biskup.

## Poznate osobe
- Bruno Knežević, hrvatski nogometaš, izbornik i sportski djelatnik

## Sport
Iz Čaporica dolazi Nogometni klub Čaporice.

## Vanjske poveznice
1. ↑  Registar prostornih jedinica Državne geodetske uprave Republike Hrvatske. Wikidata Q119585703
2. ↑  Popis stanovništva, kućanstava i stanova 2021. – stanovništvo prema starosti i spolu po naseljima (hrvatski i engleski). Državni zavod za statistiku. 22. rujna 2022. Wikidata Q118496886
3. ↑  Naselje i odredišni poštanski ured. Hrvatska pošta. Pristupljeno 3. siječnja 2022.